# Babaji
"Babaji" és una cançó de 1977 del grup de rock progessiu anglès Supertramp que es va publicar a l'àlbum Even in the Quietest Moments. Escrita i cantada pel guitarrista i teclista Roger Hodgson, la cançó explica el camí espiritual de Hodgson que va començar durant la gravació del disc. Un "Babaji" és un home sant hindú.

## Història
Hodgson va escriure la cançó després de llegir el llibre Autobiography of a Yogi de Paramahansa Yogananda. El llibre va ser escrit el 1946 i explicava la història del viatge espiritual de Yogananda. A la dècada dels 60, els Beatles van seguir al Yogi Maharishi Mahesh en una recerca espiritual. Hodgson va ser un dels molts músics joves que van idolatrar els Beatles i van seguir la seva introducció a la filosofia oriental. En parlar de dita influència, va dir: "Vaig ser un adolescent al llarg de tota l'època dels Beatles, tota la seva història, així que és el que més em va influir per dir-vos la veritat, perquè no només van canviar la meva vida, sinó que evidentment vaig veure el camí. Ells van canviar tota la nostra cultura i van canviar el món. Quan em vaig reunir amb Rick i vaig formar Supertramp, tenia moltes ganes de veure què podríem fer en certa manera per tenir el mateix impacte o deixar un llegat tan potent. Vull dir, realment em va impulsar a l'excel·lència, a la valentia i a la ruptura per trobar nous límits."
Segons el bateria de Supertramp, Bob Siebenberg, "Babaji és com la llum de la vida de Roger" i "El tipus de llum que el guia". La lletra reflecteix aquest concepte en línies com "Tota la meva vida vaig sentir que escoltaves / miraves maneres d'ajudar-me a estar en sintonia ”i“ Babaji, oh no em vingueu a mi / No m’ajudareu a afrontar la música.” El crític de música, Dale Winnitowy, va descriure el contingut religiós de la cançó com a "George Harrison-like." La lletra posa l'accent en la necessitat d'esforç per assolir la il·luminació de la cerca de Babaji.
Els altres membres de la banda estaven menys encantats amb el tema espiritual de la cançó. Rick Davies va dir a NME que "Personalment, ho denuncio. Prefereixo mantenir-me en l'anonimat que ser religiós. Podria discutir amb Roger en aquest proper àlbum sobre això ... No és correcte. Tens gent de la banda que t'importen". El saxofonista John Helliwell va afirmar que "quan [Hodgson] va escriure sobre Crist o Babaji, sigui qui sigui, només desitjàvem que cantés sobre una altra cosa." I que "la cançó reflecteix el costat espiritual de Hodgson, al contrari de Davis que toca més amb els peus a terra."
Segons Seibenberg, a "Babaji" va trigar més temps a treballar les peces del tambor perquè per a Hodgson tot havia de ser molt precís, incloent quines parts es tocaven sobre quin tambor o quina campana en particular.

## Crítiques musicals
El crític musical Mark Moran en una entreviat a John Helliwell va descriure "Babaji", així com "Give a Litte Bit", de "ritme tranquil i de suau melodia", que Helliwell va atribuir a la creixent maduresa de la banda. Steve Wosahla, de Messenger-Press, va reconèixer aquestes dues cançons de manera similar, "representaven el plantejament més subtil que la banda esperava incorporar" a Even in the Quietest Moments ..., anomenant-les "excel·lents complements" a les cançons més dures del àlbum. El crític de Brandon Sun, Graham Hicks, va considerar que la cançó "podria haver estat un clàssic", però es va quedar curta a causa del fet que el piano no elèctric no va poder aconseguir les notes "lleugeres i estridents" que la cançó necessitava, a més de la "falta d'imaginació i repetició tant del baix com de la percussió."
En una crítica retrospectiva el portal web AllMusic la va descriure com "un moment pseudoespiritual que cau de la marca pop del grup".
"Babaji" es va incloure més tard a l'àlbum de recopilació 2000 The Very Best of Supertramp 2.